# Antopal
Antopal (vitryska: Антопаль) är en köping i Vitryssland.   Den ligger i voblasten Brests voblast, i den västra delen av landet, 270 km sydväst om huvudstaden Horad Mіnsk. Antopal ligger 150 meter över havet och antalet invånare är 1 417.

## Natur och klimat
Terrängen runt Antopal är mycket platt. Runt Antopal är det ganska glesbefolkat, med 26 invånare per kvadratkilometer.. Det finns inga andra samhällen i närheten.
Omgivningarna runt Antopal är en mosaik av jordbruksmark och naturlig växtlighet.